# Letebrhan Haylay
Letebrhan Haylay Gebreslasea (* 29. Oktober 1990) ist eine äthiopische Langstreckenläuferin.

## Werdegang
Am 15. Dezember 2013 lief Letebrhan Haylay den Halbmarathon in Vadodara, den sie nach 1:11:37 min als Siegerin verließ. 
Den Paderborner Osterlauf am 19. April 2014 gewann sie nach 1:09:45 h, was gleichzeitig eine neue persönliche Bestleistung war. 
Ihren ersten Marathon-Sieg errang sie am 17. Januar 2016 beim Hong Kong Marathon in 2:36:51 h, einem Lauf mit dem Label Gold der IAAF Road Race Label Events 2016. 
Am 10. April gewann sie den Rotterdam-Marathon in 2:26:15 h. 
Beim Shanghai-Marathon am 30. Oktober belegte sie in 2:30:45 h den achten Platz.
2017 konnte sie beim Hong Kong Marathon am 12. Februar ihren Titel nicht verteidigen und wurde in 2:33:56 h Vierte. Beim Dongying-Marathon am 7. Mai siegte sie in der Streckenrekordzeit von 2:25:01 h, zugleich eine persönliche Bestleistung. 
Am 12. November belegte sie beim Istanbul-Marathon in 2:25:14 h den dritten Platz.
Am 5. Mai 2018 verteidigte Letebrhan Haylay ihren Titel beim Dongying-Marathon erfolgreich und verbesserte den Streckenrekord und ihre persönliche Bestleistung auf 2:24:47 h.

## Persönliche Bestzeiten
- 10-km-Straßenlauf: 32:53 min, 13. April 2014, Warschau
- Halbmarathon: 1:09:45 h, 19. April 2014, Paderborn
- Marathon: 2:24:47 h, 5. Mai 2018, Dongying